# Krabbenscheer
Krabbenscheer (Stratiotes aloides) is een plant uit de waterkaardefamilie (Hydrocharitaceae). Het is een waterplant waarvan de getande, zwaardvormige bladeren boven het water uitsteken. Hieraan is ook de geslachtsnaam te danken, want Stratiotes is Oudgrieks voor 'soldaat'.

## Verspreiding
De plant komt voor in Eurazië. In Nederland staat hij op de Rode Lijst van planten als algemeen voorkomend maar sterk afgenomen. De plant komt er vooral voor in sloten en moerassen in het laagveengebied. In België is het een zeldzame plant die op de lijst van de wettelijk beschermde planten staat. Men vindt de soort alleen in de driehoek Gent, Antwerpen en Mechelen. Ook in Frankrijk is het een zeldzame plant die op de lijst van de wettelijk beschermde planten staat.

## Beschrijving
De plant wordt 15-40 cm hoog en zit deels onder water. Het zijn drijvende planten met een bladrozet. De 15-50 cm lange, lijnvormige bladeren zijn stekelig getand.
Krabbenscheer bloeit van mei tot juli met witte bloemen, die boven het water uitsteken. Bij mannelijke planten zitten de bloemen met drie tot zes bij elkaar in een bloeischede, maar er bloeit altijd maar een van die bloemen tegelijk. De mannelijke bloem heeft ongeveer twaalf vruchtbare meeldraden en vijftien tot dertig onvruchtbare, die tot honingklieren zijn omgevormd. Bij vrouwelijke planten is er per bloeischede één, vrijwel zittende bloem aanwezig. De eivormige vrucht is zeskantig en wordt tot 3,5 cm lang.

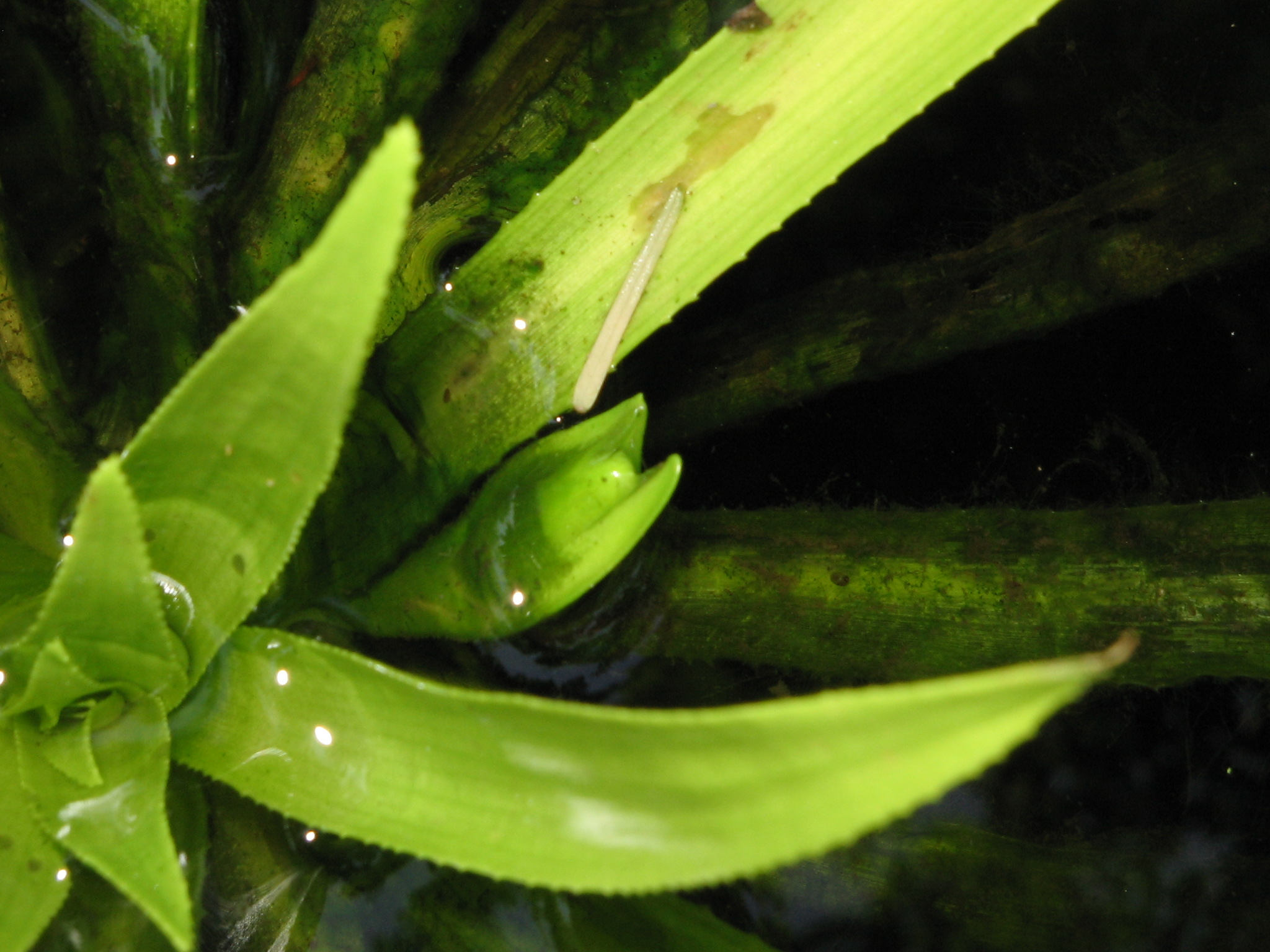
Bloemknop (de krabbenscheer)

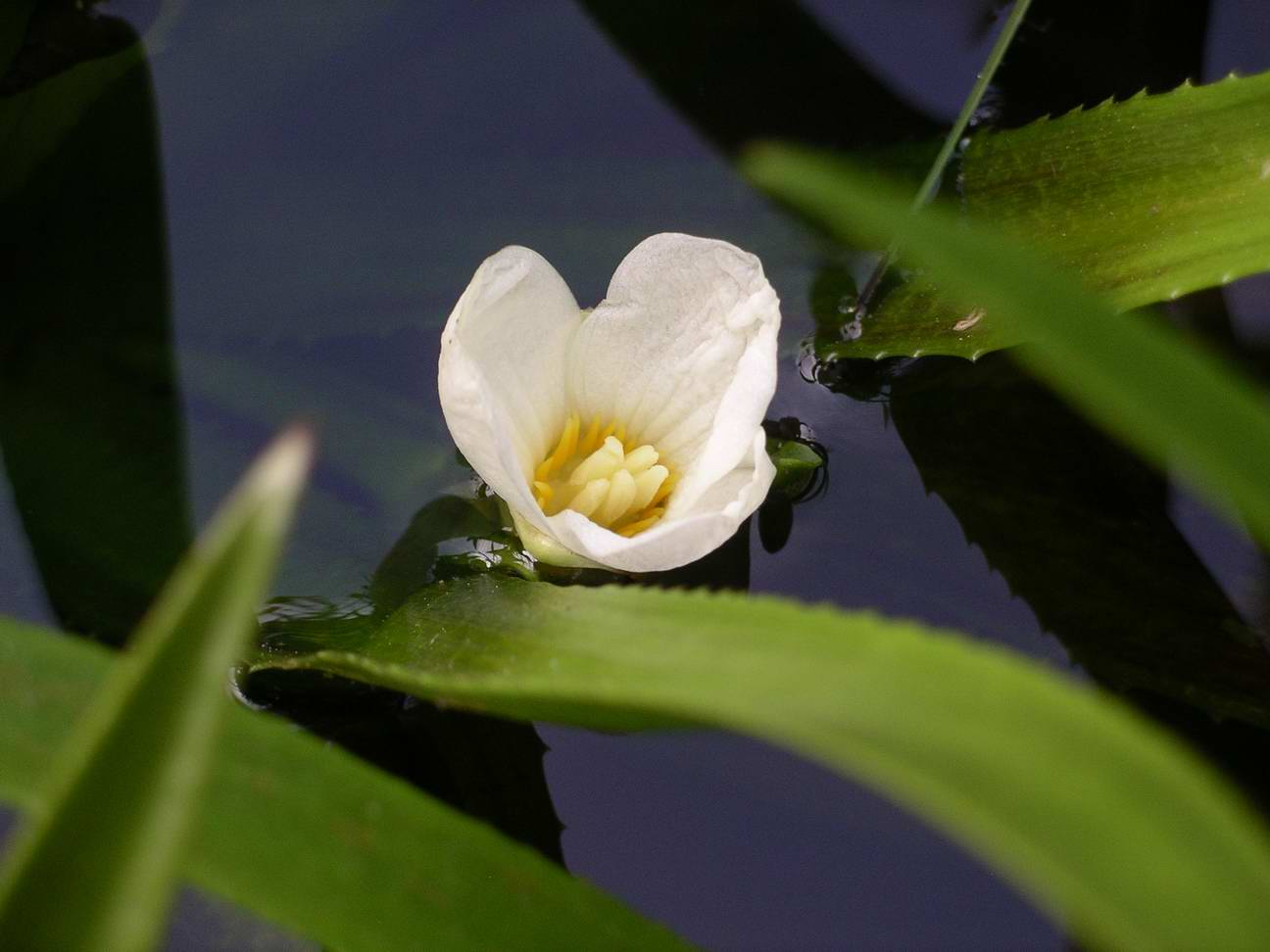
Vrouwelijke bloem

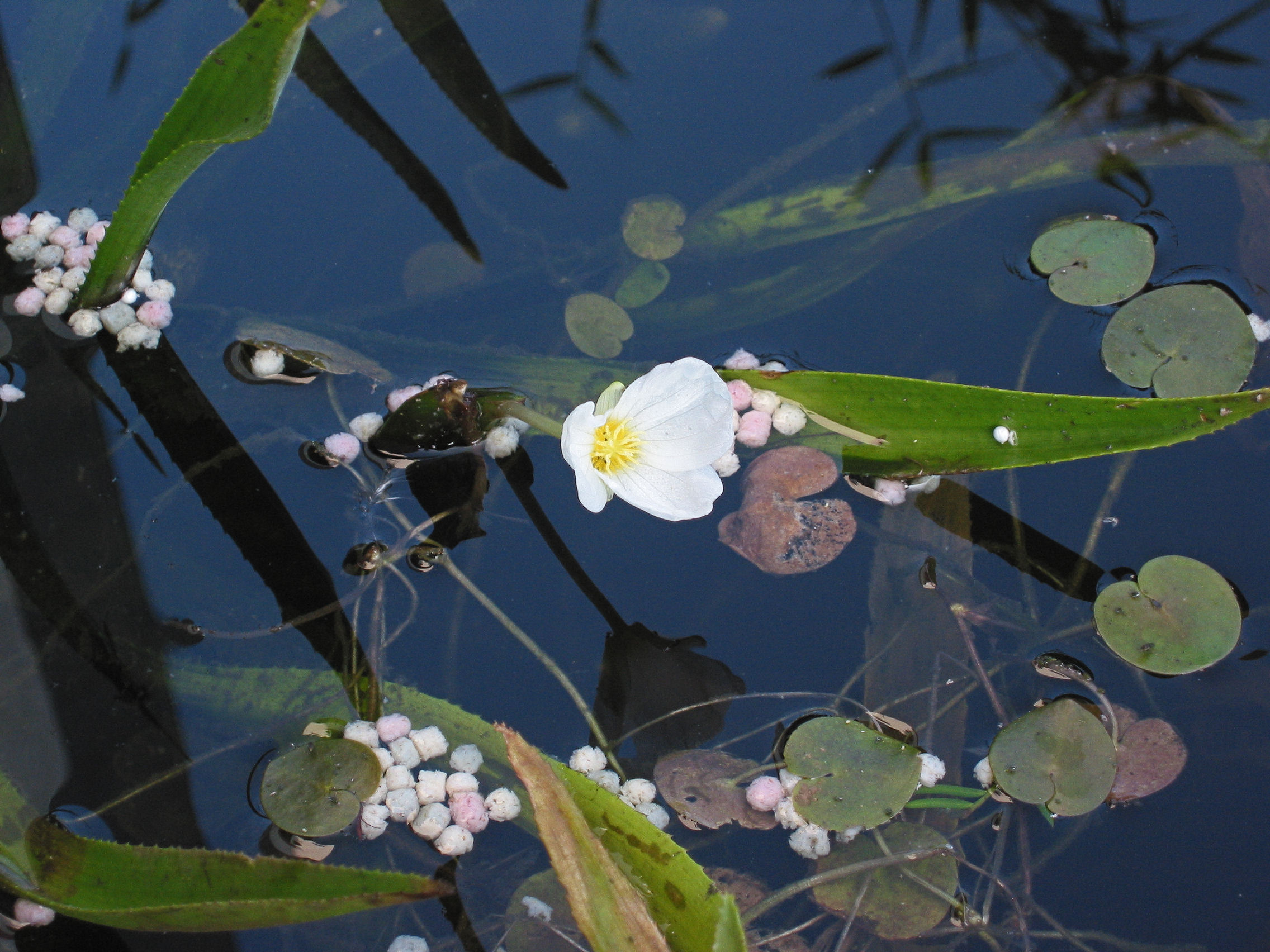
Mannelijke bloem

Krabbenscheer heeft een groot drijfvermogen. De soort is meestal zeer talrijk vertegenwoordigd op haar groeiplaatsen. Wateren kunnen in een enkel groeiseizoen volledig met krabbenscheer dichtgroeien, doordat de plant zich vegetatief vermeerdert met behulp van uitlopers. Meestal worden op een bepaalde groeiplaats alleen mannelijke of vrouwelijke planten gevonden.
De plant kent een unieke cyclus door het jaar heen: in de winter verblijven planten op de bodem van de wateren waarin zij groeien. In het voorjaar, wanneer de fotosynthese weer op gang komt, vormt de plant nieuwe bladeren, met cellen die met gas gevuld zijn, waardoor het drijfvermogen van de plant toeneemt en hij naar de oppervlakte omhoog komt. Alleen drijvende planten, met boven het water uitstekende bladeren, kunnen bloeien. In het najaar vullen de cellen zich weer met water en zinkt de plant naar de bodem. Krabbenscheer vervult een belangrijke functie bij het verlandingsproces in wateren in het laagveengebied.

## Ecologie
Dichte vegetaties krabbenscheer worden als nestplaats gebruikt door vogels als de zwarte stern. Ook andere dieren zoals de kleine gerande oeverspin (Dolomedes fimbriatus), die prooien uit het water vangt, worden vaak op deze plant aangetroffen. Ook enkele andere zeldzame insecten zijn aan krabbenscheer gebonden zoals de groene glazenmaker Aeshna viridis en het lichtmotje Parapoynx stratiotata (orde vlinders, familie lichtmotten).
De plant verlangt schone, niet te voedselrijke sloten en is gevoelig voor milieuvervuiling.

## Nota
Krabbenscheer is de naamgever van het wetenschappelijke tijdschrift Stratiotes van de Plantensociologische Kring Nederland, dat artikelen publiceert op het gebied van vegetatiekunde. Het was de favoriete plant van Victor Westhoff, een van de eerste Nederlandse vegetatiekundigen.
Allelopathische eigenschappen
Krabbenscheer heeft allelopathische eigenschappen, wat betekent dat de plant chemische stoffen afscheidt die de groei van andere organismen, zoals zweefalgen, remmen. Dit maakt de plant bijzonder nuttig in vijvers, waar het kan helpen om algenbloei te verminderen en zo het ecosysteem in balans te houden. Deze eigenschap draagt bij aan het helder houden van het water en bevordert de groei van andere waterplanten.

## Referentie
1. ↑  Verspreidingskaart voor België uit 1979